# John Lions
John Lions (19 de enero de 1937 - 5 de diciembre de 1998) fue un científico de la computación australiano. Más conocido como el autor de Lions' Commentary on UNIX 6th Edition, generalmente conocido como el Lions Book.

## Primeros años
Lions obtuvo un grado con honores de primera clase en la Universidad de Sídney en 1959. Aplicó, y obtuvo una beca de estudio en la Universidad de Cambridge donde ganó su doctorado en Ingeniería de Control en 1963. Después de su graduación, trabajó en la empresa de consultoría KCS Ltd en Toronto, Ontario, Canadá. En 1967, brevemente tomó una posición en la Universidad Dalhousie en Halifax, Canadá antes de trabajar para Burroughs como Analista de Sistemas en Los Ángeles, Estados Unidos.

## Vida posterior
En 1972 vuelve a Sídney, Australia y se convierte en Profesor titular del Departamento de Informática en la Universidad de Gales Del sur Nuevo (UNSW). En 1980 es promovido a Profesor asociado, y fuera de sus años sabáticos en 1978, 1983 y 1989 en los Laboratorios de Bell, se mantuvo enseñando hasta que se jubiló en 1995 debido a problemas de salud.
- Su trabajo más famoso, el Libro de Lions, fue escrito para notas de curso en la materia de sistemas operativos en la UNSW.
- Lions organizó el Australian UNIX Users' Group y fue su fundador, y presidente de 1984 a 1986.
- Lions fue parte del grupo organizador de una conferencia anual de académicos, la Australian Computer Science Conference y fue el editor de la Australian Computer Journal por seis años y fue nombrado miembro de la Australian Computer Society por su contribución.

## Vida personal
John Lions estuvo casado con Marianne y tuvo dos niñas, Katherine y Elizabeth.